# Јанко Константинов
Јанко Константинов (Битољ, 18. јануар 1926 — 2010) био је македонски архитекта и сликар.

## Биографија
Рођен је 18. јануара 1926. године у Битољу. Дипломирао је на Архитектонском факултету у Београду 1952. године. Као пројектант, радио је у Шведској и САД-у.
Након што је земљотрес погодио Скопље 1963, Константинов је учествовао у његовој обнови пројектиравши неколико значајнијих здања, међу којима и Централну зграду Поште 1974. године.
Занима се и за сликарство, тако да је својих 108 акварела поклонио музеју у Битољу.
Повукао се у пензију 1991. године.

## Стваралаштво
Нека од његових најзначајнијих архитектонских остварења су:
- Педагошка гимназија „Никола Карев“, Скопље (1969)
- Протестантска црква, Скопље (1973)
- Средња медицинска школа, Скопље (1973)
- Телекомуникациони центар Поште, Скопље (1974)
- Хотел „Александар Палас“, Скопље (1998)